# Advanced Thin Ionization Calorimeter

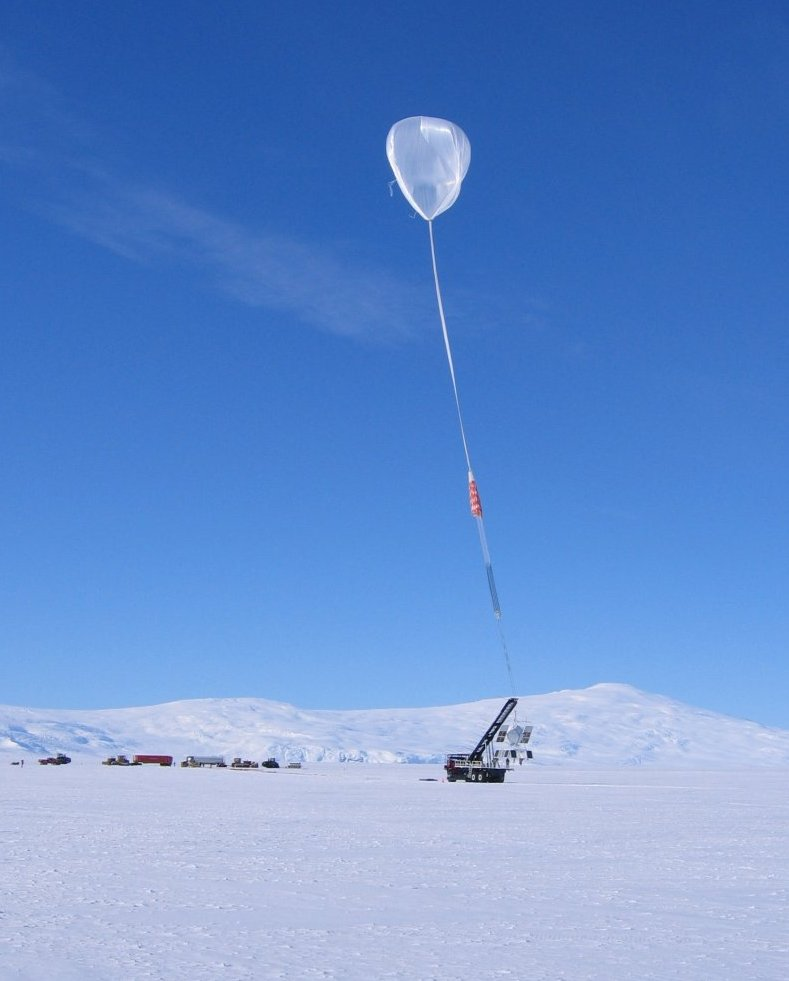
Start ATIC na Antarktyce

Advanced Thin Ionization Calorimeter (ATIC) – program badawczy współfinansowany przez NASA, którego zadaniem jest badanie natury promieniowania kosmicznego.
W ramach programu skonstruowano specjalny detektor promieniowania kosmicznego, który jest podczepiany pod balon, loty balonu odbywają się na Antarktyce.
Jednym z osiągnięć programu było zarejestrowanie nadmiaru wysokoenergetycznych elektronów ze źródła nieznanego pochodzenia, znajdującego się nie dalej niż 3000 lat świetlnych od Ziemi lub będących produktem anihilacji dwóch cząsteczek ciemnej materii.